# Corythoichthys
Corythoichthys là một chi cá trong họ Syngnathidae. 

## Các loài
Hiện tại có 12 loài được ghi nhận:
- Corythoichthys amplexus C. E. Dawson & J. E. Randall, 1975
- Corythoichthys benedetto G. R. Allen & Erdmann, 2008
- Corythoichthys conspicillatus (Jenyns, 1842)
- Corythoichthys flavofasciatus (Rüppell, 1838)
- Corythoichthys haematopterus (Bleeker, 1851)
- Corythoichthys insularis C. E. Dawson, 1977
- Corythoichthys intestinalis (E. P. Ramsay, 1881)
- Corythoichthys nigripectus Herald, 1953
- Corythoichthys ocellatus Herald, 1953
- Corythoichthys paxtoni C. E. Dawson, 1977
- Corythoichthys polynotatus C. E. Dawson, 1977
- Corythoichthys schultzi Herald, 1953